# 1259 Ógyalla
1259 Ógyalla este un asteroid din centura principală, descoperit pe 29 ianuarie 1933 de Karl Reinmuth.